# John Scalzi

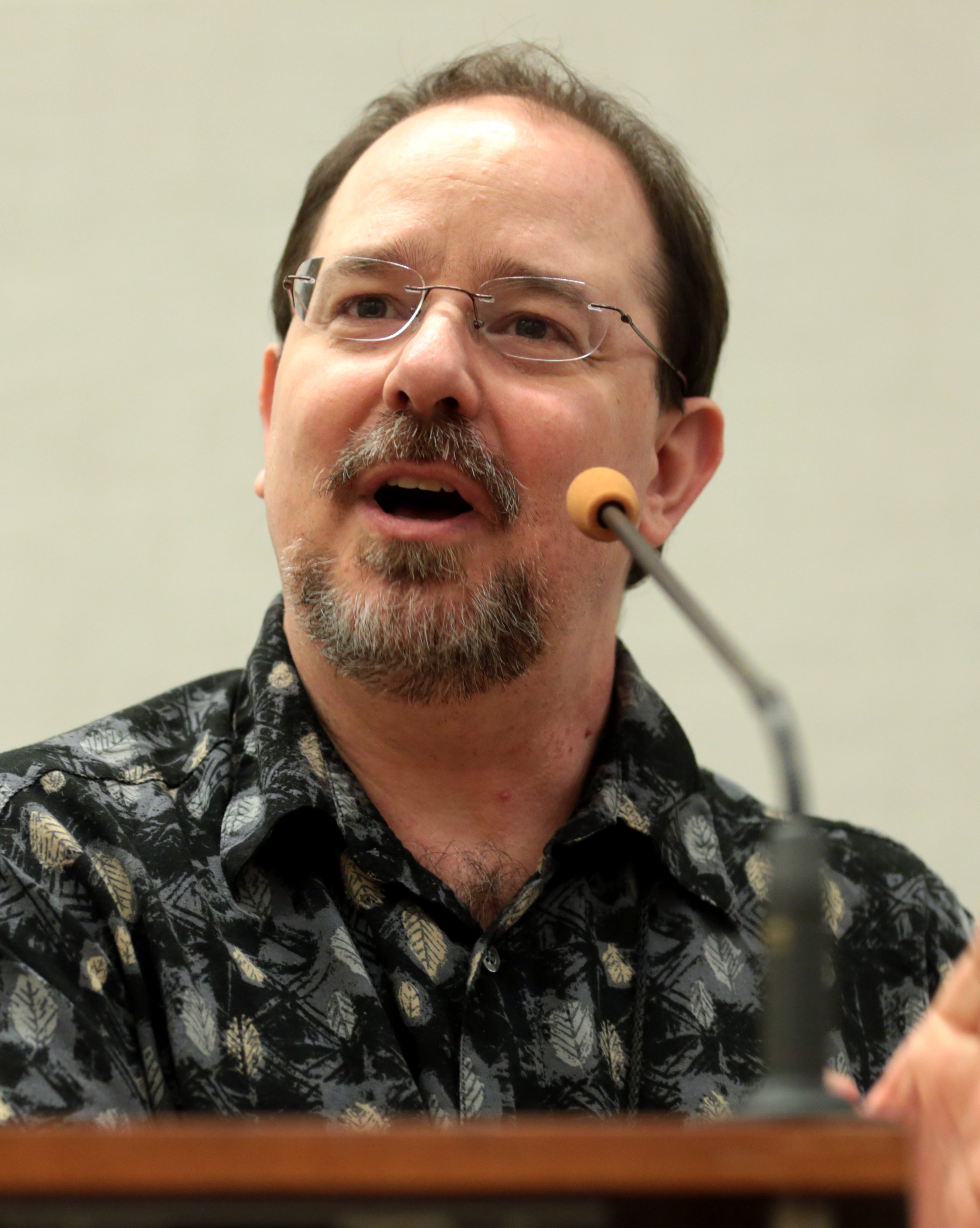
John Scalzi (2018)

John Michael Scalzi II (* 10. Mai 1969 in Kalifornien, USA) ist ein US-amerikanischer Autor und Online-Schriftsteller. Bekannt wurde er durch seinen für den Hugo Award nominierten Science-Fiction Roman Krieg der Klone. Darüber hinaus hat er eine Anzahl Sachbücher verfasst, von denen Your Hate Mail Will Be Graded: Selected Writing, 1998–2008 mit einem Hugo Award im Jahr 2009 ausgezeichnet wurde.

## Leben
John Scalzi wurde in Kalifornien geboren, wo er seine Kindheit verbrachte – vor allem in Vororten von Los Angeles, z. B. Covina, Glendora und Claremont. 1987 ging er mit dem Blogger Josh Marshall in die High School. Nach einem Pensum an den Webb Schools of California besuchte er die University of Chicago. Dort ging er in dieselbe Klasse wie der Dramatiker und Pulitzer-Preis-Gewinner David Auburn und hatte für kurze Zeit Saul Bellow als akademischen Betreuer.
Nach seinem Abschluss 1991 arbeitete Scalzi als Filmkritiker für die Zeitung Fresno Bee, worauf er schließlich Humor-Kolumnist wurde. Ab 1996 war er Texter und Redakteur bei AOL, wofür er nach Sterling, Virginia umzog. Seit 1998 ist er selbstständiger Schriftsteller und Autor. Scalzi lebt heute mit seiner Frau und einer Tochter in Bradford, Ohio. 2009 gab er bekannt, für die neue TV-Serie Stargate Universe als Berater tätig zu werden.
Im August 2006 wurde John Scalzi mit dem John W. Campbell Best New Writer Award als bester neuer Science-Fiction-Autor ausgezeichnet.
Von Mai 2010 an bis 2013 war Scalzi Präsident der Science Fiction and Fantasy Writers of America.
John Scalzi ist entfernt verwandt mit John Wilkes Booth.

## Karriere
Krieg der Klone war Scalzis erster Roman, der von einem Verlagshaus veröffentlicht wurde (Januar 2005, Tor Books). Darin werden 75-jährige Bewohner der Erde für die Verteidigung der Weltraum-Kolonien rekrutiert. Das Buch wurde erst nach einem Online-Debüt herausgegeben; Scalzi hatte im Dezember 2002 periodisch Teile des Buchs veröffentlicht, worauf ein Angebot des Verlags Tor Books zur Veröffentlichung als Buch folgte. Die Hardcover-Ausgabe des Buches erschien im Januar 2005. Krieg der Klone wurde im März 2006 für den Hugo Award for Best Novel nominiert, ebenso wie die im selben Universum angesiedelten Romane Die letzte Kolonie im März 2008 und Zwischen den Sternen im März 2009. Im September 2013 gewann er den Hugo Award for Best Novel für seinen Roman Redshirts.
Scalzi bekennt sich offen zu seinen Vorbildern: Die Ähnlichkeiten von Krieg der Klone zu Robert A. Heinleins Starship Troopers bestätigt Scalzi im Anhang der englischen Ausgabe. Im Vorwort des Romans Der wilde Planet betont er, dass das Buch eine „Neuerzählung“ des 1962 Hugo-nominierten Der kleine Fuzzy von H. Beam Piper ist.

## Auszeichnungen
- 2006: John W. Campbell Best New Writer Award als bester neuer Science-Fiction-Autor
- 2007: Geffen Award, Kategorie Bestes SF-Buch: Old Man’s War
- 2008: Hugo Award als bester Fan Writer
- 2009: Hugo Award, Kategorie Best Novel (nominiert): Zoe's Tale
- 2009: Hugo Award, Kategorie Best Related Book: Your Hate Mail Will Be Graded: Selected Writing
- 2010: Kurd-Laßwitz-Preis, Kategorie Bestes ausländisches Werk: Androidenträume
- 2013: Locus Award, Kategorie Science Fiction Best Novel: Redshirts: A Novel with Three Codas
- 2013: Hugo Award, Kategorie Best Novel: Redshirts: A Novel with Three Codas
- 2013: Seiun Award, Kategorie: Bestes ausländisches Buch: The Android's Dream
- 2016: Geffen Award, Kategorie Bestes SF-Buch: Redshirts: A Novel with Three Codas
- 2018: Locus Award, Kategorie Best Science Fiction Novel: The Collapsing Empire
- 2023: Locus Award, Kategorie Best Science Fiction Novel: The Kaiju Preservation Society
- 2023: Skylark Award für das Lebenswerk[4]

## Bibliografie

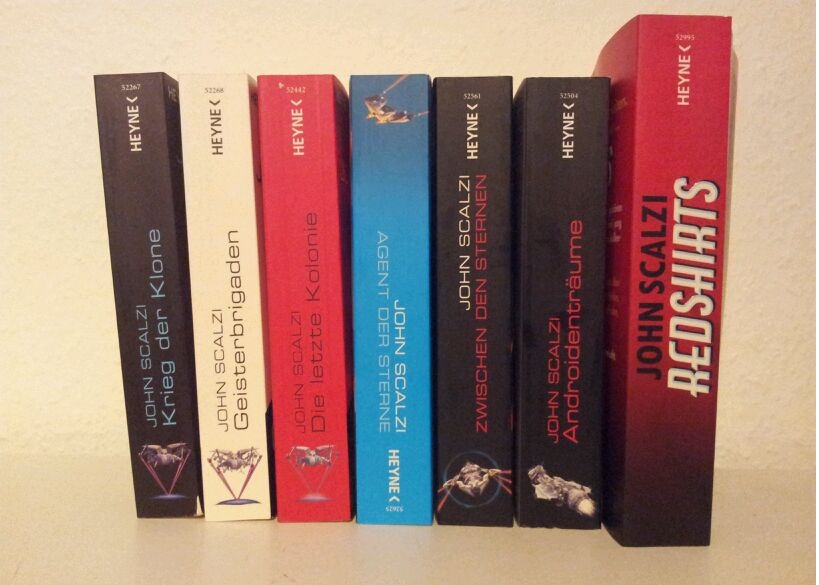
Die bis 2012 in Deutschland erschienenen Romane von John Scalzi

### Krieg der Klone / Old Man’s War
Alle übersetzt von Bernhard Kempen.
- 1 Old Man’s War. Tor, 2005, ISBN 0-7653-0940-8.
  - Krieg der Klone. Heyne, 2007, ISBN 978-3-453-52267-1.
- 2 The Ghost Brigades. Tor, 2006, ISBN 0-7653-1502-5.
  - Geisterbrigaden. Heyne, 2007, ISBN 978-3-453-52268-8.,
- 2,5 The Sagan Diary. Subterranean Press, 2007, ISBN 1-59606-117-0. (Chapbook)
  - Sagans Tagebuch. Heyne, 2008, ISBN 978-3-453-52442-2. (Bonusmaterial in Die letzte Kolonie)
- 3 The Last Colony. Tor, 2007, ISBN 0-7653-1697-8.
  - Die letzte Kolonie. Heyne, 2008, ISBN 978-3-453-52442-2.
- 4 Zoe's Tale. Tor, 2008, ISBN 978-0-7653-1698-1.
  - Zwischen den Sternen. Heyne, 2009, ISBN 978-3-453-52561-0.
- 5 The Human Division. Tor, 2013, ISBN 978-0-7653-3351-3.
  - Die letzte Einheit. Heyne, 2014, ISBN 978-3-453-31516-7.
- 6 The End of All Things. Tor, 2015, ISBN 978-0-7653-7607-7.
  - Galaktische Mission. Heyne, 2016, ISBN 978-3-453-31757-4.
- 7 The Shattering Peace. Tor, September 2025, ISBN 978-0-76538919-0 (bisher keine deutsche Übersetzung).

Im Jahr 2008 veröffentlichte Scalzi auf der offiziellen Website des Tor Books-Verlages auf Englisch die Kurzgeschichte After the Coup, die im Buch The Human Division enthalten ist.
Anfang August 2016 erschienen die ersten drei Romane der Serie als Sammelband unter dem Titel Krieg der Klone – Die Trilogie im Heyne Verlag.
- Krieg der Klone – Die Trilogie. Heyne, 2016, ISBN 978-3-453-31776-5.

### Shadow War of the Night Dragons
- 2012: The Dead City (bisher keine deutsche Übersetzung)

### Das Imperium der Ströme / The Interdependency
- 1 The Collapsing Empire. Tor, 2017, ISBN 978-0-7653-8888-9.
  - Kollaps. Fischer Tor, 2017, Übersetzer Bernhard Kempen, ISBN 978-3-596-29966-9.
- 2 The Consuming Fire. Tor, 2018, ISBN 978-0-7653-8897-1.
  - Verrat. Fischer Tor, 2019, Übersetzer Bernhard Kempen, ISBN 978-3-596-29980-5.
- 3 The Last Emperox. Tor, 2020, ISBN 978-0-7653-8916-9.
  - Schicksal. Fischer Tor, 2021, Übersetzer Bernhard Kempen, ISBN 978-3-596-70094-3.

### Lock In
- Lock In. Tor, 2014, ISBN 978-0-7653-7586-5.
  - Das Syndrom., Heyne, 2015, Übersetzer Bernhard Kempen, ISBN 978-3-453-31660-7.
- Head On. Tor, 2018, ISBN 978-0-7653-8891-9.
  - Frontal.  Fischer Tor, 2018, Übersetzer Bernhard Kempen, ISBN 978-3-596-29979-9.

### Weitere Romane
- Agent to the Stars. Als Shareware Roman auf John Scalzis Website 1999; Subterranean Press, 2005, ISBN 1-59606-020-4.
  - Agent der Sterne. Heyne, 2010, Übersetzer Bernhard Kempen, ISBN 978-3-453-52625-9.
- The Android’s Dream. Tor, 2006, ISBN 0-7653-0941-6.
  - Androidenträume. Heyne, 2009, Übersetzer Bernhard Kempen, ISBN 978-3-453-52504-7.
- The God Engines. Subterranean Press, 2009, ISBN 978-1-59606-299-3 (bisher keine deutsche Übersetzung).
- Fuzzy Nation. Tor, 2011, ISBN 978-0-7653-2854-0.
  - Der wilde Planet. Heyne, 2011, Übersetzer Bernhard Kempen, ISBN 978-3-453-53399-8.
- Redshirts. Tor, 2012, ISBN 978-0-7653-1699-8.
  - Redshirts. Heyne, 2012, Übersetzer Bernhard Kempen, ISBN 978-3-453-52995-3.
- The Kaiju Preservation Society. Tor, 2022, ISBN 978-0-7653-8912-1.
  - Die Gesellschaft zur Erhaltung der Kaijū-Monster. Cross Cult, 2024, ISBN 978-3-98666-211-0.
- Starter Villain. Tor, 2023, ISBN 978-0-7653-8922-0 (bisher keine deutsche Übersetzung).
- Constituent Service. Kostenlosen Hörbuch auf Audible 2024; Subterranean Press, November 2025, ISBN 978-1-64524-284-0 (bisher keine deutsche Übersetzung).
- When the Moon Hits your Eye. Tor, 2025, ISBN 9780765389091 (bisher keine deutsche Übersetzung).

### Storysammlungen
- Miniatures: The Very Short Fiction of John Scalzi. Subterranean Press, 2016, ISBN 978-1-59606-812-4.
- A Very Scalzi Christmas. Subterranean Press, 2019, ISBN 978-1-59606-932-9.

### Anthologie
- Metatropolis. Subterranean Press, 2009, ISBN 978-1-59606-238-2. (mit Elizabeth Bear, Tobias S. Buckell, Jay Lake und Karl Schroeder)
  - Metatropolis. Heyne, 2010,  Übersetzer Bernhard Kempen, ISBN 3-453-52684-8.

### Sachbücher (Auswahl)
- The Rough Guide to Money Online., 2000.
- The Rough Guide to the Universe. Rough Guides, 2003, ISBN 1-85828-939-4.
- The Book of the Dumb. Portable Press, 2003, ISBN 978-1-59223-149-2.
- The Book of the Dumb 2. Portable Press, 2004, ISBN 978-1-59223-269-7.
- The Rough Guide to Sci-Fi Movies. Rough Guides, 2005, ISBN 1-84353-520-3.
- You're Not Fooling Anyone When You Take Your Laptop to a Coffee Shop: Scalzi on Writing. Subterranean Press, 2007, ISBN 978-1-59606-063-0.
- Your Hate Mail Will Be Graded: Selected Writing, 1998–2008. Subterranean Press, 2008, ISBN 978-1-59606-211-5.
- 24 Frames Into the Future: Scalzi on Science Fiction Films. NESFA Press, 2012, ISBN 978-1-61037-301-2.
- The Mallet of Loving Correction: Selected Essays from Whatever, 2008-2012. Subterranean Press, 2013, ISBN 978-1-59606-579-6.
- Don't Live For Your Obituary. Subterranean Press, 2017, ISBN 978-1-59606-858-2.
- Virtue Signaling and Other Heresies. Subterranean Press, 2018, ISBN 978-1-59606-895-7.

## Kritik
- Karsten Kruschel über Androidenträume: „John Scalzi ist bereits in seinen 'Krieg der Klone'-Büchern nicht nur mit einer sehr eigen(willig)en Version der militärischen Hard-SF aufgefallen, sondern auch durch einen ausgeprägten Humor, dem herrlich wenig heilig zu sein scheint. In seinem neuen Roman 'Androidenträume' fallen auch die letzten Hemmungen, und Scalzi brennt ein Feuerwerk von Gags ab. Das fängt schon mit dem Titel an, der auf den berühmten Roman von Philip K. Dick verweist, aber ganz etwas anderes meint.“ […] „Die technoiden und völlig unpassenden Cover-Illustrationen der anderen Scalzi-Bücher werden auch bei den 'Androidenträumen' fortgeführt: Das angreifende Raumschiff auf dem Umschlag dieses Buches ist allerdings, wenn man das Buch dann kennt, einfach nur ärgerlich. Ein unschuldiges Foto von einem freundlich dreinblickenden Schaf wäre viel passender gewesen. Das Buch zu lesen, um herauszufinden, wieso, ist durchaus eine gute Idee. Unterhaltsam, stellenweise richtig lustig, und in den Action-Szenen gibt’s das obligatorische Kampfbeschreibungs-Futter für Military-SF-Freunde. Alle anderen gehen dabei in den schnellen Vorlauf, um wieder zu den bissigen Dialogen zu kommen. Nur sollte man keine scharfgezeichneten Charaktere oder plastischen Figuren erwarten. Schräge Ideen und Spaß, das schon.“[6]